# Ilyrgis
Ilyrgis is een geslacht van vlinders van de familie spinneruilen (Erebidae), uit de onderfamilie Calpinae.

## Soorten
- I. capnosia Hampson, 1926
- I. costinotata Hampson, 1926
- I. echephurealis Walker, 1859
- I. ethiopica Hampson, 1926
- I. olivacea Rothschild, 1916
- I. perdiceas Schaus, 1916
- I. subsignata Mabille, 1900